# Baradlay Jenő
Baradlay Jenő (Eugen von Baradlay) Jókai Mór A kőszívű ember fiai című regényének egyik szereplője, a három testvér közül a legfiatalabb.

## Élete
Az apja akaratának megfelelően hivatalnokként dolgozott Bécsben az udvari kancellárián. Szorgalmas, megbízható, éles eszű fiatalemberként sikeres karrier lehetősége előtt állt. Alkalmazkodó képessége és szerénysége hamar rokonszenvessé tette. Szerelmes lett Plankenhorst Alfonsine-ba, aki az ujja köré csavarta a gazdag, de naiv főnemest. Az 1848 márciusi bécsi forradalmat közömbösen fogadta, de az események magukkal ragadták, szinte az akarata ellenére csatlakozott a fiatal forradalmárokhoz. 1848 októberében már a házasságát tervezte Alfonsine-nal, amikor a fiút az édesanyja titokban meglátogatta, és meggyőzte arról, hogy Magyarországon a helye a családja mellett. Jenő ezután hazatért az édesanyjával Nemesdombra. Itt bátyja, Ödön feleségére és annak gyermekeire vigyázott. A közélettől és a csatáktól távol tartotta magát, de - bátyja leveleinek is köszönhetően - folyamatosan figyelemmel kísérte a szabadságharc eseményeit. A világosi fegyverletétel után egy végzetes névcsere következtében Jenőnek (Eugen) küldték ki az Ödönnek (Edmund) szóló hadbírósági idézését. A legfiatalabb Baradlay önként vállalta a biztos halált a testvére helyett. A tárgyaláson Jenőt golyó általi halálra ítélték, és hamarosan kivégezték.

## Jelleme
Gyermekkorátul fogva igen félénk kedély, melyet még gyámoltalanabbá tett az ifjúkori életmód, a szüntelen mástól függés. Hozzá volt szokva, hogy akaratát mindig alárendelje a másénak, elébb szülői, azután főnökei - végre szeretője akaratának. Most azután, mikor mindazon támaszokat, akikhez eddig tapadt, egyszerre elseperte a vihar; mikor a monumentális nagyságok, kiknek szobrai képezték "lares et penates"-eit, szétrepültek, mint polyvatöredék. Jenő úgy érezte magát, mint aki maga is semmivé lett.
A testvéreihez képest a regény nagy részében hétköznapi szereplő. Édesanyjának és még rideg, kőszívű apjának is a legkedvesebb fia. Gyönge egészségű, szemüveges (rövidlátó), sebezhető lelkületű gyermek. Jószívű: amikor az anyja pénzt küld a számára, a felét Richárdnak adja. Udvari bürokrataként nem mulatozik, ezt nem tartja komoly hivatalnokhoz méltónak. A naivsága miatt könnyű játékszere a démoni szépségű Alfonsine-nek és az atyai jóságot és barátságot színlelő adminisztrátornak. Sem katonai, sem politikai pályára, tettekre nem alkalmas, de számára is eljön majd a pillanat, amikor bizonyítani tudja lelki nagyságát: feláldozza magát egy olyan ügyért, amelyben sohasem hitt.

## Film
A Jókai Mór regényéből 1965-ben készült filmben Baradlay Jenőt Tordy Géza alakította.

## Az író és hőse
A legkisebb Baradlay Jókai Mór vonásait hordozza magán. Szívesen fest, félénk természetű, nagy jövőről álmodik.